# Йохан II фон Валдбург
Йохан II фон Валдбург (на немски: Johann II von Waldburg; Johannes II von Waldburg, Hans II, „Truchsess Hans mit den vier Frauen“; * ок. 1344, януари 1345, замък Валдбург във Валдбург, Вюртемберг; † между 22 март/31 март 1424) от швабскя род Валдбург е от 1419 г. граф и дворцов трушсес фон Валдбург и рицар цу Траухбург (1374), фогт на Св. Георг цу Исни, ландфогт в Ааргау и Тургау, Шварцвалд (1385) и Гларус, унтер-ландфогт в Горна Швабия (1407).

## Биография
Той е син на граф, трушсес Еберхард III фон Тане-Валдбург, господар на Волфег-Цайл (* ок. 1312; † 5 май 1361/14 март 1362) и съпругата му херцогиня Агнес фон Тек (* ок. 1320; † 26 септември 1384), дъщеря на херцог Херман II фон Тек-Оберндорф († 1319) и Вилибиргис фон Тюбинген. Брат е на Фридрих (1362 – 1375/1379), Ото († млад), Анна († 1406) и Ото II (1365 – 1385), женен за графиня Аделхайд фон Кирхберг.
При смъртта на баща му Йохан II е още малолетен и майка му управлява до пълнолетието му през 1362 г. Той наследява от баща си дворците Валдбург, Волфег и Цайл, също и град Вурцах.
Наследен е от синът му Еберхард I фон Валдбург-Зоненберг. През 1429 г. наследството на Йохан II се поделя на три линии.

## Фамилия
Йохан II се жени четири пъти и затова е наричан Трушсес Ханс с четирите жени и получава богати зестри, с които купува заложни имоти в Австрия. Той има вероятно повече от 10 деца, от които две умират рано.
Първи брак: ок. 1360 г. с Елизабет фон Хабсбург-Лауфенбург († пр. 22 юли 1367), дъщеря на граф Йохан фон Хабсбург-Лауфенбург († 1337) и Агнес фон Верд († 1352). Те нямат деца.
Втори брак: ок. 22 юли 1367 г. с Катарина фон Цили († 17 юли 1389), вдовица на граф Алберт III фон Горц († ок. 1365), дъщеря на граф Фридрих I фон Цили († 1359/1360) и Димут фон Валзе († 1353/1357). Те имат децата:
- Анна фон Валдбург († 1429), омъжена I. за граф Хайнрих II фон Монфор-Тетнанг († 1394/1397), II. на 25 септември 1397 г. за фрайхер Стефан II фон Гунделфинген († 1428)
- Улрих фон Валдбург († млад)
- Йохан фон Валдбург († 27 май 1403)

Трети брак: сл. 17 юли 1389 г. с Елизабет фон Монфор (* ок. 1376; † 30 януари 1422), дъщеря на граф Конрад фон Монфор-Брегенц († 1387) и Агнес фон Монтфорт-Тостерс († 1394). Те имат децата:
- Валбурга фон Валдбург († 1478), омъжена ок. 1424 г. за Йохан (Ханс) фон Клингенберг, ландфогт в Тургау († ок. 1478), внук на Ханс фон Клингенберг († 1388) и син на Каспар фон Клингенберг († 1439) и Маргарета Малтерер
- Лукардис фон Валдбург († сл. 1440), омъжена I. за шенк Еберхард XI фон Ербах-Ербах († 1414), II. сл. 11 декември 1414 г. за Хайнрих фон Зулментинген
- Урсула фон Валдбург († 1438), омъжена I. ок. 1413 г. за Улрих фон Щаркенбург († 1423), II. на 30 април 1423 г. за Улрих фон Шеленберг-Кислег († 1463)
- Агнес фон Валдбург († 10 януари 1460), омъжена пр. 27 ноември 1417 г. за Йохан I фон Хайдек, кмет на Регенсбург († 1425), II. на 8 септември 1428 г. за граф Алрам II фон Ортенберг († 1462)

Четвърти брак: на 28 февруари 1395 г. с Урсула фон Абенсберг (* пр. 16 декември 1375; † 30 януари 1422), дъщеря на Улрих IV фон Абенсберг († 1374/1375) и Катарина фон Лихтенщайн-Мурау († сл. 1375). Те имат вероятно децата:.
- Якоб I фон Валдбург-Траухбург († 1460), „Златния рицар“, женен I. за графиня Магдалена фон Хоенберг-Наголд († 1433/1437), II. пр. 21 октомври 1437 г. за маркграфиня Урсула фон Хахберг-Заузенберг († 1467/1485)
- Еберхард I фон Валдбург-Зоненберг (* 1424; † 22 септември 1479), 1. имперски граф на Графство Зоненберг, женен на 21 декември 1432 г. за графиня Кунигунда фон Монфор-Тетнанг († сл. 1463)
- Георг I фон Валдбург-Цайл (* ок. 1405; † 10 март 1467), женен ок. 1427 г. за Ева фон Бикенбах († 1481)
- Верена/Вероника фон Валдбург (* ок. 1400; † ок. 1443), омъжена I. 1418 г. за Йохан III 'Млади' фон Цимерн († 1430), II. ок. 1432 г. за граф Йоханес (Ханс) фон Рехберг († 1474)
- Барбара фон Валдбург, монахиня в Сьофлинген

- Якоб I фон Валдбург-Траухбург
- Еберхард I фон Валдбург-Зоненберг
- Георг I фон Валдбург-Цайл